# Flicker: Featuring the RTÉ Concert Orchestra
Flicker: Featuring the RTÉ Concert Orchestra es el primer álbum en vivo del cantante y compositor irlandés Niall Horan. Se estrenó el 7 de diciembre de 2018 por Virgin EMI Records. El álbum alcanzó la posición doce en la lista de álbumes de Irlanda y el número cuarenta en la lista de álbumes digitales australianos.

## Antecedentes
En abril de 2018, Horan y la Orquesta de Conciertos RTÉ grabaron canciones del álbum de estudio debut de Horan, Flicker. La grabación formó la base de un especial de televisión único, transmitido a principios de 2018.

## Recepción crítica
Louise Bruton de The Irish Times le dio al álbum cuatro estrellas: "Libre de sobreproducción y un toque de rock excesivamente suave, la voz de [Horan] es más segura y toma la delantera a medida que la orquesta complementa sus canciones".

## Lista de canciones
Créditos adaptados de Apple.

| N.º   | Título            | Duración |  |
| 1.    | «The Tide»        | 3:27     |  |
| 2.    | «This Town»       | 3:52     |  |
| 3.    | «Too Much to Ask» | 3:41     |  |
| 4.    | «Paper Houses»    | 3:33     |  |
| 5.    | «You and Me»      | 3:13     |  |
| 6.    | «Seeing Blind»    | 3:07     |  |
| 7.    | «Fire Away»       | 4:44     |  |
| 8.    | «So Long»         | 3:37     |  |
| 9.    | «Flicker»         | 4:13     |  |
| 33:27 |                   |          |  |

## Posicionamiento en listas
| Listas (2018)            | Mejor posición |
| ------------------------ | -------------- |
| Australia Digital (ARIA) | 40             |
| Irlanda (IRMA)           | 12             |